# 넙다리근막긴장근
넙다리근막긴장근(tensor fasciae latae, tensor fasciæ latæ, 이전에는 tensor vaginae femoris로도 불림) 또는 대퇴근막장근(大腿筋膜張筋)은 넓적다리의 근육이다. 넙다리근막긴장근은 큰볼기근과 함께 엉덩정강띠에 작용하며, 특히 넙다리근막긴장근은 엉덩정강띠로 계속되어 정강뼈에 닿는다. 서 있거나, 걷거나, 달릴 때 골반의 균형을 유지하는 데에 도움을 준다.

## 구조
이는곳은 엉덩뼈능선 바깥테두리의 앞부분으로, 위앞엉덩뼈가시(ASIS)의 바깥면, ASIS 아래에 있는 패임의 바깥쪽 경계 일부, 중간볼기근과 넙다리빗근 사이, 넙다리근막의 깊은면에서 시작된다.
이후에는 넓적다리의 중간과 위쪽 1/3 사이에서 엉덩정강띠의 두 층 사이에 닿는다. 넙다리근막긴장근은 엉덩정강띠를 팽팽하게 만들며 반대쪽 발을 들어올릴 때 무릎을 지지한다. 최종적으로 닿는 지점은 정강뼈의 가쪽관절융기에 이른다.

### 신경 분포
위볼기신경, L5, S1이 넙다리근막긴장근에 분포한다. L4, L5, S1의 앞가지가 시작되는 지점에서, 위볼기신경은 궁둥구멍근 위쪽의 큰궁둥구멍을 통해 골반을 나간다. 또한 위볼기신경은 중간볼기근과 작은볼기근 사이로도 지나간다. 동맥 역시 위볼기동맥이 넙다리근막긴장근에 혈액을 공급한다. 위볼기신경은 엉치신경얼기에서 갈라져 나온다.

## 기능
넙다리근막긴장근은 넙다리근막을 긴장시킨다. 또한 근섬유가 비스듬한 방향이기 때문에 엉덩관절을 펼 때 큰볼기근을 보조하며 안정하게 한다. 넙다리근막은 넓적다리를 둥글게 둘러싸고 있는 섬유로 이루어진 피부 아래의 조직이며, 근육들을 서로 꽉 붙어 있게 한다. 가쪽 면에서 넙다리근막은 큰볼기근의 힘줄, 넙다리근막긴장근과 섞여 엉덩정강띠를 형성한다. 엉덩정강띠는 엉덩뼈능선에서 정강뼈 가쪽관절융기까지 뻗어 있다.
똑바로 서 있는 자세에서 넙다리근막긴장근은 골반을 넙다리뼈의 머리에 대해 안정하게 하는 역할을 한다. 또한 엉덩정강띠를 통해 넙다리뼈의 관절융기들을 정강뼈의 관절면에 대해 안정하게 하며, 펴진 상태의 무릎을 지지하여 큰볼기근을 보조한다.
넙다리근막긴장근의 기본적인 기능적 움직임은 걷기이다. 또한 승마, 허들, 수상스키 등에서 많이 활용된다. 넙다리근막긴장근이 팽팽해지거나 짧아지면서 골반이 불균형해지면 엉덩이 부위, 허리, 무릎 가쪽 영역의 통증으로 이어질 수 있다.
정강뼈 가쪽관절융기에 닿기 때문에 정강뼈의 가쪽돌림을 돕는 역할도 한다. 이런 가쪽돌림은 축구에서 공을 찰 때 엉덩관절의 벌림, 넙다리뼈의 안쪽돌림과 함께 시작될 수 있다. 넙다리근막긴장근은 넙다리뼈의 벌림과 안쪽돌림에 있어서 중간볼기근과 작은볼기근의 협동근으로 작용한다.
한편 넓적다리의 굽힘근이기도 하지만, 독립적으로 작용하기보다는 엉덩허리근과 넙다리곧은근을 돕는 역할을 한다. 이로 인해 엉덩허리근이 마비되면 넙다리근막긴장근이 이를 보상하기 위해 비대해진다.

## 임상적 중요성
넙다리근막긴장근이 다양한 움직임에서 사용되고 앉은 자세에서는 짧아진 상태로 있기 때문에 팽팽하게 조여지기 쉽다. 넙다리근막긴장근의 스트레칭을 통해 길이를 길게 유지할 수 있다.

## 어원
라틴어 'tensor fasciae latae'는 '측면 띠를 늘이는 것'이라는 뜻을 가진다. 'Tensor'는 라틴어 동사 'tendere'의 과거분사 어근인 'tens-'에서 온 행위자 명사로, 'tendere'는 '늘이다'를 의미한다. 'Fasciae'는 '띠의'라는 뜻의 라틴어 단어로 단수 속격이다. 'Latae'는 '측면'을 뜻하는 라틴어 형용사 'latus'의 단수 속격 여성형이다.

## 추가 이미지

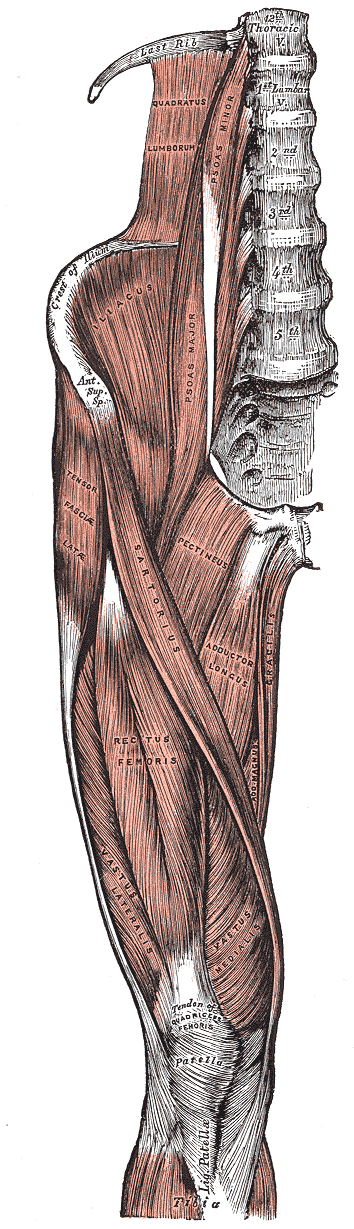
골반과 다리 위쪽의 근육들. 넙다리근막긴장근은 왼쪽 중간에서 볼 수 있다.
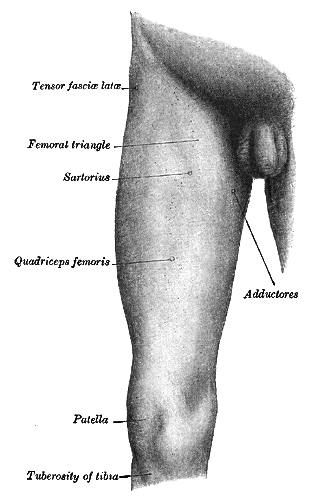
오른쪽 넓적다리의 앞모습. 넙다리근막긴장근의 위치가 표시되어 있다.
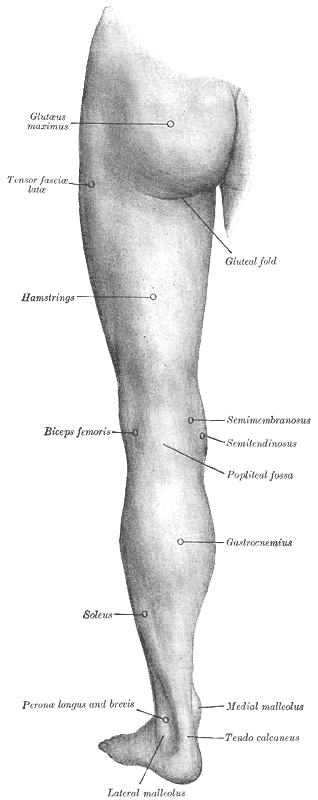
왼쪽 넓적다리의 뒷모습. 넙다리근막긴장근의 위치가 표시되어 있다.
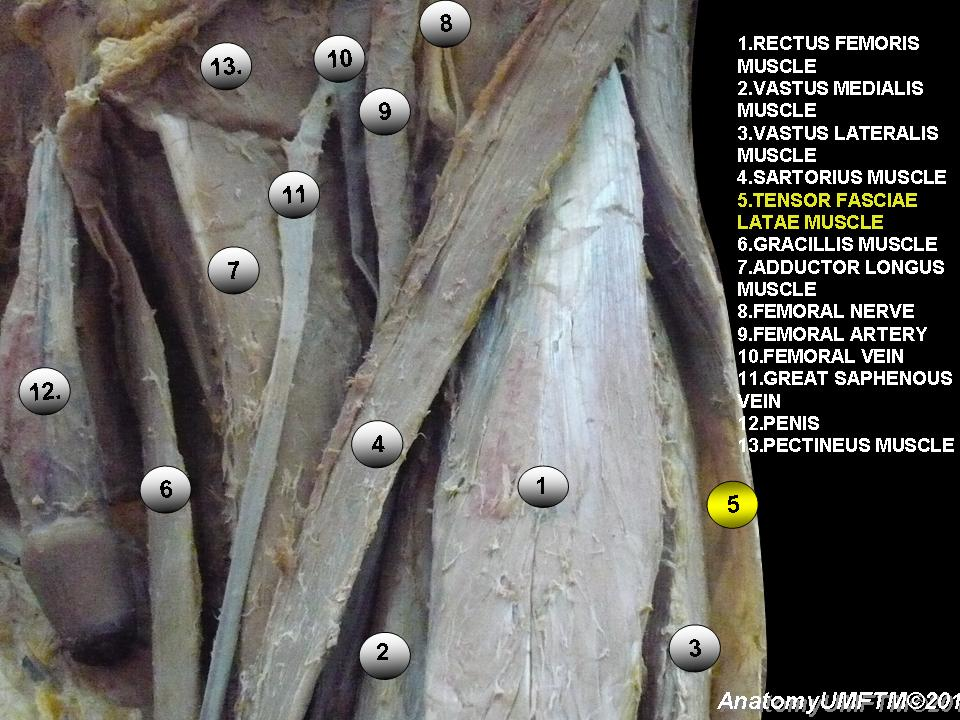
넙다리근막긴장근
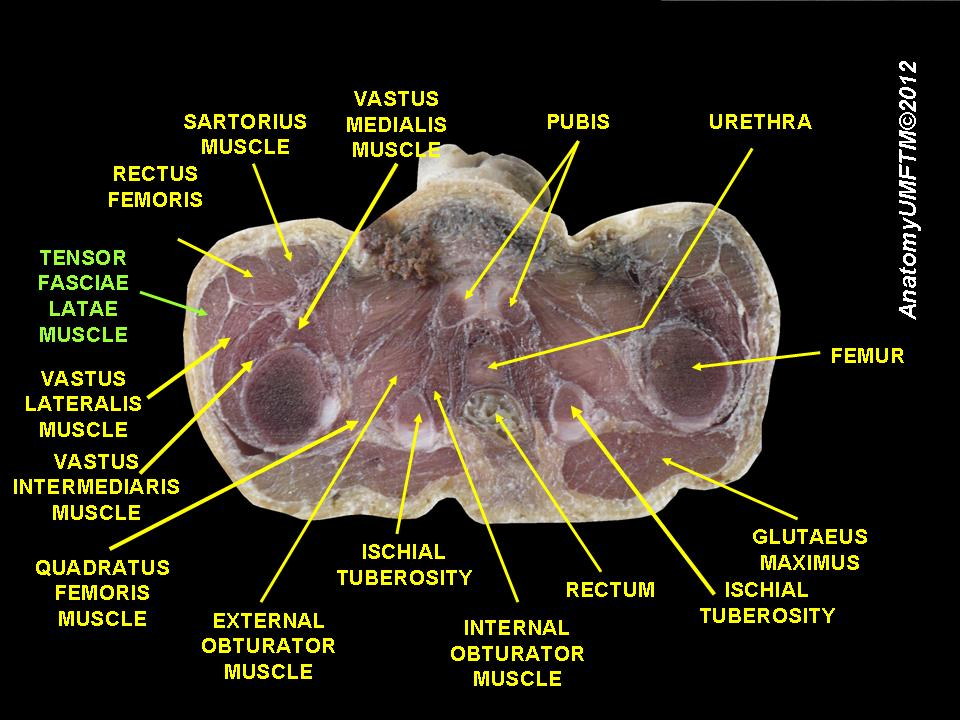
넙다리근막긴장근

## 참고 문헌
이 문서는 현재 퍼블릭 도메인에 속하는 그레이 해부학 제20판(1918) page 476의 내용을 기초로 작성된 글이 포함되어 있습니다.
1. 1 2 3  Saladin, Kenneth. Anatomy and Physiology. 6th ed. Mc-Graw Hill. 2010.
2. 1 2  Saladin, Kenneth. Anatomy and Physiology. 5th ed. Mc-Graw Hill. 2010.
3. ↑  Jarmey, Chris. The Concise Book of Muscles. North Atlantic Books: Berkeley, CA, 2003. 2nd Ed.
4. ↑  대한해부학회 (2017년 1월 25일). 《국소해부학》 3판. 도서출판 고려의학. 188쪽. ISBN 978-89-7043-868-9.
5. ↑  Joe Miller (2015년 5월 13일). “Tensor Fasciae Latae Muscle Stretches”. Livestrong.com. 2015년 5월 31일에 확인함.
6. ↑  “Online Etymology Dictionary”. Etymonline.com. 2015년 5월 31일에 확인함.
7. ↑  “Tensor fasciae latae - Structure Detail”. Anatomyexpert.com. 2014년 2월 23일에 원본 문서에서 보존된 문서. 2015년 5월 31일에 확인함.
8. ↑  “Latin Noun Declensions”. Sacredbible.org. 2015년 5월 31일에 확인함.